# Homalomena vietnamensis
Homalomena vietnamensis är en kallaväxtart som beskrevs av Josef Bogner och Van Dzu Nguyen. Homalomena vietnamensis ingår i släktet Homalomena och familjen kallaväxter.
Artens utbredningsområde är Vietnam. Inga underarter finns listade.